# Crocidura pachyura
Crocidura pachyura — вид ссавців з родини мідицеві.

## Поширення
Це ендемік Середземноморського регіону. Проживає на островах Ібіца (Іспанія), Сардинія і Пантелерія (Італія). Також зустрічається в Північній Африці, де його діапазон мало відомий, але включає Туніс і східний Алжир. Населення Пантелерії може бути окремим підвидом (cossyrensis). Знайдений від рівня моря до 800—1000 м над рівнем моря. Населення на островах, безсумнівно, є результатом ввезення з материка (до 1500 р. на Сардинію принаймні). Живе у різних середовищах проживання, включаючи пасовища, оброблені поля, низькі чагарники, сади, і старі сільськогосподарські тераси з кам'яними стінами.

## Загрози та охорона
Ніяких серйозних загроз не відомо. Населення на Пантелерії може опинитися під загрозою через його вкрай обмежений діапазон.